# استارایا اوریا
استارایا اوریا (انگلیسی: Staraya Orya) یک شهرک در شهرستان یانائولسکی استان باشقیرستان کشور روسیه است.